# Corrigan (Teksas)
Corrigan je gradić u američkoj saveznoj državi Teksas. Prema popisu stanovništva iz 2010. u njemu je živjelo 1.595 stanovnika.